# Голдберг, Лео
Лео Голдберг (англ. Leo Goldberg; 26 января 1913, Бруклин, Нью-Йорк — 1 ноября 1987, Тусон, Аризона) — американский астроном.
Член Национальной академии наук США (1958).

## Биография
Родился в Бруклине (Нью-Йорк), в 1934 окончил Гарвардский университет. В 1934—1941 работал в этом же университете, в 1941—1960 — в Мичиганском университете (с 1946 — профессор, директор Детройтской обсерватории). В 1960—1973 — профессор астрономии, с 1973 — почетный профессор Гарвардского университета, в 1966—1971 — директор Гарвардской обсерватории. В 1960—1966 — также сотрудник Смитсоновской астрофизической обсерватории. В 1971—1977 — директор, с 1977 — почетный директор Национальной обсерватории Китт-Пик. В 1967—1970 возглавлял Совет по астрономическим программам при НАСА. Член Национальной АН США (1958).
Основные труды в области теоретической и прикладной астроспектроскопии. Выполнил многочисленные исследования химического состава атмосфер Солнца и звезд и физических условий в них. Изучал потерю массы холодными гигантами, строение и динамику околозвездных оболочек. Занимался разработкой инструментов для астрономических наблюдений с помощью космических летательных аппаратов (орбитальные телескопы, ультрафиолетовые спектрометры).
В 1961—1973 — редактор издания «Annual Review of Astronomy and Astrophysics».
Вице-президент (1958—1964) и президент (1973—1976) Международного астрономического союза, председатель Астрономической секции Национальной АН США (1977—1980).
Премия Генри Норриса Рассела (1973), Премия Джорджа Эллери Хейла (1984).